# As Tears Go By (singolo)
As Tears Go By è un brano musicale scritto da Mick Jagger, Keith Richards e Andrew Loog Oldham, pubblicato come singolo dai Rolling Stones nel 1965 negli USA e nel 1966 nel Regno Unito.
Una prima versione del brano venne incisa da Marianne Faithfull e pubblicata come singolo nel 1964 e poi, nel 1965, dagli stessi Rolling Stones.

## Il brano
As Tears Go By fu una delle prime composizioni originali di Jagger e Richards dato che fino ad allora i Rolling Stones si erano prevalentemente limitati a proporre reinterpretazioni di brani blues.
Il manager del gruppo Andrew Loog Oldham avrebbe chiuso a chiave in cucina Jagger e Richards così da costringerli a comporre insieme, arrivando anche a suggerire loro il tipo di canzone che voleva scrivessero: «Volevo una canzone circondata da mura di mattoni, finestre alte e niente sesso». Il risultato fu inizialmente intitolato As Time Goes By, che era il titolo del brano eseguito da Dooley Wilson nel film Casablanca. Fu Oldham a cambiare la parola "Time" con "Tears".
Secondo quanto riferito dal biografo Philip Norman, la canzone fu principalmente opera di Jagger, in collaborazione con il chitarrista turnista Big Jim Sullivan. Oldham decise di dare la ballata (un formato per il quale gli Stones non erano ancora conosciuti) a Marianne Faithfull, all'epoca diciassettenne, affinché la pubblicasse come suo singolo. Oldham le suonò un demo della canzone con Jagger alla voce e Big Jim Sullivan alla chitarra acustica a dodici corde. La Faithfull incise la sua versione in due take.
La melodia del pezzo include una distintiva parte di oboe. Il singolo raggiunse la posizione n. 9 in classifica nel Regno Unito e lanciò la carriera discografica di Marianne Faithfull come cantante. Il brano entrò in classifica negli Stati Uniti a fine novembre 1964, vi restò per nove settimane raggiungendo come massima posizione la n. 22. In Canada raggiunse la seconda posizione nella classifica della rivista RPM. La Faithfull eseguì inoltre la canzone durante lo show televisivo Hullabaloo, in un segmento presentato dal manager dei Beatles, Brian Epstein, in collegamento da Londra.
Non è ben chiaro se la canzone sia stata composta appositamente per Marianne Faithfull o meno. La stessa Faithfull diede versioni diverse nel corso degli anni. Tuttavia, nella sua autobiografia, Faithfull (1994), scritta in collaborazione con David Dalton, disse: «"As Tears Go By" non fu, contrariamente al folklore popolare, scritta per me, ma mi si adattava così bene come se lo fosse stata». Originariamente, il lato A del singolo doveva essere una canzone scritta da Lionel Bart, I Don't Know (How To Tell You). Ma era una canzone "orribile", scrisse la Faithfull, e così al suo posto fu promossa As Tears Go By, che doveva essere il lato B.
La canzone è stata tradotta in italiano da Danpa (pseudonimo di Dante Panzuti) con il titolo Con le mie lacrime,  cantata da Mick Jagger e inserita come traccia bonus nel singolo dei Rolling Stones distribuito in Italia. È stata anche eseguita dal vivo nel Bigger Bang Tour a Milano nel luglio 2006 e nel No Filter Tour a Lucca nel settembre 2017.

## Versione dei Rolling Stones
Visto il buon successo del singolo della Faithfull, i Rolling Stones incisero la propria versione del pezzo, pubblicando il brano alla fine del 1965 nell'album December's Children (And Everybody's) e successivamente come singolo in Nord America e, nel 1966, anche nel Regno Unito come lato B del singolo 19th Nervous Breakdown.
Formazione
- Mick Jagger – voce solista
- Keith Richards – chitarra acustica a 12 corde
- Mike Leander – arrangiamento archi

## Cover
Il gruppo musicale Stadio ha prodotto una cover del brano Con le mie lacrime, cantata da Gaetano Curreri e inserita come Bonus track nel CD Canzoni per parrucchiere Live Tour, uscito in giugno 2006.
Cantato e registrato nell'album live Del suo veloce volo del 2013 da Franco Battiato e Antony Hegarty (Antony and the Johnsons. Ora Anohni and the Johnsons).
Nel 1966 il brano fu interpretato anche dal gruppo beat romagnolo I Da Polenta.